# Ornithomimoides mobilis
Ornithomimoides mobilis es una especie dudosa del género extinto Ornithomimoides (“imitador de Ornithomimus”) de dinosaurio terópodo abelisáurido, que vivió a finales del período Cretácico, hace aproximadamente 70 millones de años, en el Maastrichtiense en lo que es hoy el subcontinente indio. Encontrado en la Formación Lameta, cerca de Jabalpur, estado de Madhya Pradesh, India.
Es conocida por cuatro pequeñas vértebras, Novas et al. en 2004 determinaron que las vértebras eran caudales proximales, no dorsales como sugirieron Huene y Matley en 1933. Las vértebras son esencialmente similares a Majungasaurus. En un principio se lo identificó como un carnosaurio emparentado a los alosáuridos, pero más probablemente sea un abelisáurido de pequeño tamaño, llegando a medir alrededor de 2 metros de largo.